# كاتارينا هاينز
كاتارينا هاينز (بالألمانية: Katharina Heinz)‏ (و. 1987  م) هي متزلجة تزلج صدري ألمانية، ولدت في زيغن.

## روابط خارجية
- كاتارينا هاينز على موقع IBSF (الإنجليزية)